# Sidenvägslärka
Sidenvägslärka (Alaudala cheleensis) är en asiatisk tätting i familjen lärkor.

## Kännetecken

### Utseende
Sidenvägslärka är en liten (13-14 cm) och kompakt, mörkt sandbrun lärka med ett halsband av tunna streck på övre delen av bröstet. Undersidan i övrigt är smutsvit, något mer beigefärgad på nedre delen av halsen och flankera, medan ovansidan är sandbrun kraftigt streckat i brunt. Ansiktet är rätt rent, med smalt beigefärgat ögonbrynsstreck samt beige ögonring och tygel. Vingarna är brunsvarta med ljusa kanter på täckare och tertialer. De senare är korta och täcker inte handpennespetsarna som hos korttålärkan. Näbben är liten och knubbig, benen skärbruna.
Fågeln är mycket lik medelhavslärka och turkestanlärka, men är blekare och mer diffust streckad ovan och med både färre och ljusare streck på bröstet. Vidare har den mer inslag av vitt på yttre stjärtpennorna.

### Läten
Bland lätena hörs backsvalelika "drrrd" samt "chirrick", "puri", "chui" eller "chiu". Flyktlätet är ett spinnande "prrrt" eller "prrr-rrr-rrr". Sången som avges i flykten är fylligare, längre och med mer härmningar än korttålärkans, med karakteristiska instick av locklätet.

## Utbredning och systematik
Sidenvägslärka delas numera vanligen in i fyra underarter med följande utbredning:
- Alaudala cheleensis leucophaea – Kazakstan till Turkmenistan
- Alaudala cheleensis seebohmi – nordvästra Kina (Tarimbäckenet)
- Alaudala cheleensis kukunoorensis (inklusive beicki, stegmanni och tangutica) – nordcentrala Kina och södra Mongoliet
- Alaudala cheleensis tuvinica – nordvästra Mongoliet och södra Ryssland
- Alaudala cheleensis cheleensis – sydcentrala Sibirien, nordöstra Mongoliet och nordöstra Kina

Tidigare behandlades den ofta som en del av dvärglärkan (Alaudala rufescens). Genetiska studier har dock visat att den är en av flera utvecklingslinjer i ett artkomplex kring dvärglärkan som även omfattar sandlärkan (A. raytal). Dessa urskiljs numera vanligen som egna arter, varav cheleensis är en. Studierna visar också på en tydlig uppdelning inom arten, mellan å ena sidan cheleenis och tuvinica, å andra sidan seebohmi och leucophaea. Eventuellt borde även dessa klader beskrivas som två arter.

### Släktestillhörighet
Sidenvägslärka med släktingar placerades tidigare tillsammans med korttålärkorna i Calandrella. Genetiska studier visar dock att de är närmare släkt med exempelvis kalanderlärka i Melanocorypha.

## Status
Internationella naturvårdsunionen IUCN behandlar den som en underart till Calandrella rufescens, varför dess hotstatus inte bedöms.

## Namn
Fågelns vetenskapliga artnamn syftar på provinsen Liaoning i Kina, tidigare kallad Chelee eller Chihli. Arten kallades tidigare mongolisk dvärglärka på svenska, men har justerats av BirdLife Sveriges taxonomikommitté eftersom namnet inte är representativt för utbredningen. Namnet sidenvägslärka kommer av att utbredningsområdet sammanfaller i stort med Sidenvägen.